# Вікторія Лоба
Вікторія Лоба (нар. 17 жовтня 1988 року, Таганрог, СРСР) — македонська співачка.

## Біографія
Вікторія народилася в Таганрозі, переїхала в Македонію у віці 8 років. З раннього віку знімалася на телебаченні і виступала на сцені. У віці 15 років дебютувала на « Дитячому Євробаченні - 2003» з Марією Арсовською, виконавши пісню «Ти не мен познаваш» (Ти мене не впізнаєш) і зайнявши 12 -е місце. У 2004 році виграла першу премію на фестивалі « Роза вітрів» в Москві. З 2008 по 2010 роки була вокалісткою гурту латиноамериканської музики «Tumbao Salsa Band». Вікторія також виступала в шоу «Cotton Club» на телеканалі Алфа ТВ, в 2007 році грала в Македонському драматичному театрі в п'єсі «Лоліта» за однойменним твором  В. В. Набокова, знімалася в рекламних роликах компаній «One Telecommunications» і «Пелістерка».
У 2010 році Вікторія отримала премію «Золотий метелик популярності» як краще відкриття року. У 2011 і 2012 роках виступала на літньому фестивалі «Любов і щастя» в Охриді, в 2011 році завоювала другу премію на фестивалі Ohrid Fest в ніч поп-музики і третю премію в міжнародному вечорі з піснею «Девет роботи» (Дев'ять речей). З Робертом Білбіловим виступала на конкурсі відеокліпів OGAE Video Contest 2012 із піснею «Ти сі винна» і зайняла 11-е місце.
У 2012 році Вікторія відкривала рок-фестиваль «Макфест» його гімном «Почувствувај го рітамот» (Відчуй ритм), виступала на турецькому телебаченні в передачі «Azerinlə bir avaz» як гість заслуженої артистки Азербайджану Азерін .
У 2013 році з піснею «Summer Love» зайняла 1-е місце в рейтингу талантів Європи за версією голландської студії Spinnin 'Records. У 2013 році виграла премію за краще виконання на «Макфесте» з піснею «Само мој», знімалася в соціальній рекламі по боротьбі проти наркотиків.
У 2014 році Вікторія боролася за поїздку на «Євробачення 2015» з піснею «Єдна єдина», але зайняла 7-е місце .

## Інтернет-ресурси
- http://popara.mk/2011/prikazna/intervju-so-viktorija-loba/ [Архівовано 31 березня 2012 у Wayback Machine.]
- https://web.archive.org/web/20120126095424/http://www.tocka.com.mk/index25.php?ID=47692
- https://web.archive.org/web/20160304030306/http://novamakedonija.com.mk/ruskarec/ruskarec3/index.html

| Прапор Північної Македонії | Це незавершена стаття про Північну Македонію. Ви можете допомогти проєкту, виправивши або дописавши її. |